# Моццилло, Анджело
А́нджело Моцци́лло (итал. Angelo Mozzillo, 21 июня 1965 — 26 декабря 2013) — итальянский модельер, основавший в 1995 году одноименный дом моды Angelo Mozzillo.

## Биография
Анджело Моццилло родился 21 июня 1965г в городе Казерта (Caserta) Италия. Его дедушка и бабушка владели известной тканевой мануфактурой. Продолжая семейную традицию он сотрудничал с именитыми ателье. Получил степень «Магистр в дизайне моды» в престижной миланской школе дизайна Domus Academy.
В 1988 году начал карьеру дизайнера, работая для известных домов моды Джанфранко Ферре в Милане и Фернанда Гатинони в Риме.
В 1993 году в рамках Миланской недели моды была представлена его первая коллекция под названием «Формы и функции». Пресса назвала Анджело Моццилло перспективным и талантливым дизайнером. Престижный американский журнал «Вивиди Америка» (англ. WWD America) опубликовал обложку и посвятил ему титульную полосу «The new talent in Milan».
В 1995 году Анджело Моццилло создал компанию «Mozzilla Srl», известную как Дом моды Angelo Mozzillo прет-а-порте класса люкс. В 1998 году он открыл салон на улице Виа Монтенаполеоне в Милане.
Журналы Vogue и Elle признали Анджело Моццилло главным героем Высшего света моды (Haute Couture).
В 2003 году на конкурсе «Мисс Италия» Анджело Моццилло был модельером одежды для участниц.
26 декабря 2013 года в возрасте 48 лет дизайнер ушел из жизни в результате осложнения неизлечимой болезнb. Руководство домом перешло сестре Луизе Моццилло (Luisa Mozzillo) и её команде.

## Интересные факты
- Дом моды «Angelo Mozzillo» является излюбленной маркой бывшего премьер-министр Италии Сильвио Берлускони, Софи Лорен и Фернанда Лесса[7].

- Бренд имеет 5 линий:

1. Mozzillo Luxury Denim MLD
2. Mozzillo White collection
3. Mozzillo Man collection
4. Mozzillo Furs collection
5. Art Direction Angelo Mozzillo, сокращенно A by Angelo Mozzillo